# Clay County, Texas
Clay County är ett administrativt område i delstaten Texas, USA, med 10 752 invånare. Den administrativa huvudorten (county seat) är Henrietta. 

## Geografi
Enligt United States Census Bureau så har countyt en total area på 2 891 km². 2 844 km² av den arean är land och 48 km² är vatten. 

### Angränsande countyn
- Jefferson County, Oklahoma - norr
- Montague County - öster
- Jack County - söder
- Wichita County - väster
- Archer County - väster
- Cotton County - nordväst